# القحافيز (فرع العدين)

تعديل مصدري - تعديل

القحافيز هي إحدى قرى عزلة الوزيرة بمديرية فرع العدين التابعة لمحافظة إب، بلغ تعداد سكانها 1339 نسمة حسب تعداد اليمن لعام 2004.